# Modèle de propagande
Le modèle de propagande (en anglais « propaganda model ») est une grille d'analyse des médias de masse américains mainstream proposée par Edward Herman et Noam Chomsky en 1988 dans leur livre La Fabrication du consentement.
Ce modèle leur sert de base pour montrer que ces médias, bien loin d'être un « quatrième pouvoir », proposent selon eux un traitement biaisé de l'information au service des élites politiques et économiques. Chomsky et Herman analysent – exemples détaillés à l'appui – combien règne une forme particulière de désinformation dans la manière dont ces médias présentent certains événements internationaux.
Dans une recension du livre, Jean Bricmont résume ainsi le propos des auteurs : « [le comportement des médias] résulte du fonctionnement d'un marché libre combiné à une distribution très inégalitaire du pouvoir, générateur naturel de « filtres » qui marginalisent l'information dérangeante pour les groupes dominants ».
Ce modèle, qui exerce une grande influence dans le domaine de l'étude des médias et du journalisme, reste controversé tant sur le plan méthodologique que sur celui de ses présupposés[source insuffisante].

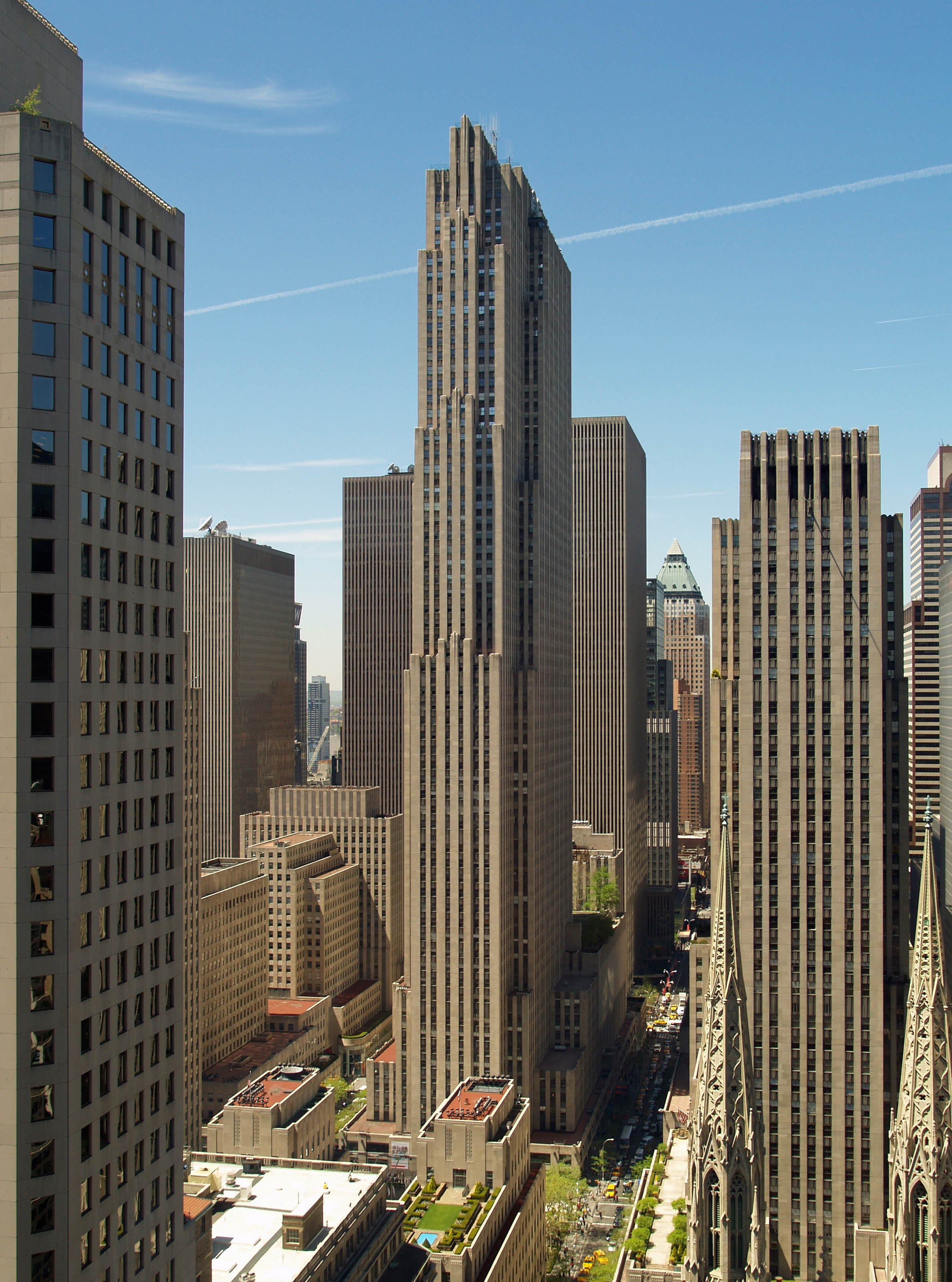
Siège social de NBCUniversal, situé dans le gratte-ciel GE Building à New York : la concentration de capital dans le domaine des grands médias aurait permis un alignement des points de vue, au détriment de l'indépendance journalistique.

## Cinq déterminants
Le modèle de propagande proposé par Noam Chomsky et Edward Herman se décompose en cinq déterminants essentiels, qui filtrent l'information. Par ordre d'importance, ils sont :
- La taille, l'actionnariat, la fortune du propriétaire et l'orientation lucrative des médias.
- Le poids de la publicité.
- Le poids des sources gouvernementales ou économiques et des « experts financés et adoubés » par ces sources primaires et agents de pouvoir.
- Les moyens de contre-feux permettant de discipliner les médias.
- L'« anticommunisme » comme « religion nationale et mécanisme de contrôle ». Dans les éditions les plus récentes, une note ajoute qu'il est « difficile de ne pas avoir remarqué que ce dernier filtre a évolué avec son temps : la "lutte contre l'Islam" et la "guerre contre le terrorisme" ayant remplacé le communisme ».

## Structuration
Le modèle est présenté tout d'abord par ses structures, Chomsky montrant les liens entre l'industrie des médias et du divertissement et les grands groupes économiques et financiers du pays qui, par un effet de concentration capitalistique ont pris le contrôle de la majorité des organes de presse écrite et télévisée. L'ère des déclarations de principes — telle celle proclamée par le personnage Citizen Kane d'Orson Welles lors de la fondation de son journal proclamant l'indépendance des investigators — est bel et bien révolue compte tenu de ce poids réduisant à cinq acteurs, personnes morales correspondant aux oligopoles, ceux qui « font » les médias aux États-Unis d'Amérique : General Electric (propriétaire de NBC), le groupe Time Warner / AOL, Rupert Murdoch, propriétaire de Fox News, l'empire Turner à l'origine de la chaîne mondiale CNN d'informations en continu, et le conglomérat lié à Columbia Broadcasting System.
La collusion d'intérêts liés aux activités de l'industrie, de la publicité, et d'une manière générale de la rentabilité demandée aux entreprises vient se surajouter à la mission déontologique reconnue des journalistes : apporter l'information sans parti-pris ; la situation obtenue est troublante.
La thèse de Chomsky développée dans le livre est que le journaliste, évoluant dans une des entreprises contrôlée par ces groupes, peut passer l'ensemble de sa carrière dans l'illusion d'une liberté d'expression, alors que les sources d'information, les canaux de distribution, et les consignes amenées par les rédacteurs en chef au travers des politiques éditoriales construisent son environnement dans la perspective d'un consensus moral soucieux de ne pas égratigner la sphère politique, les lobbies, et l'« opinion publique » conçue de manière stéréotypée comme un électeur conservateur qu'il convient de conforter dans ses opinions.

## Instanciations

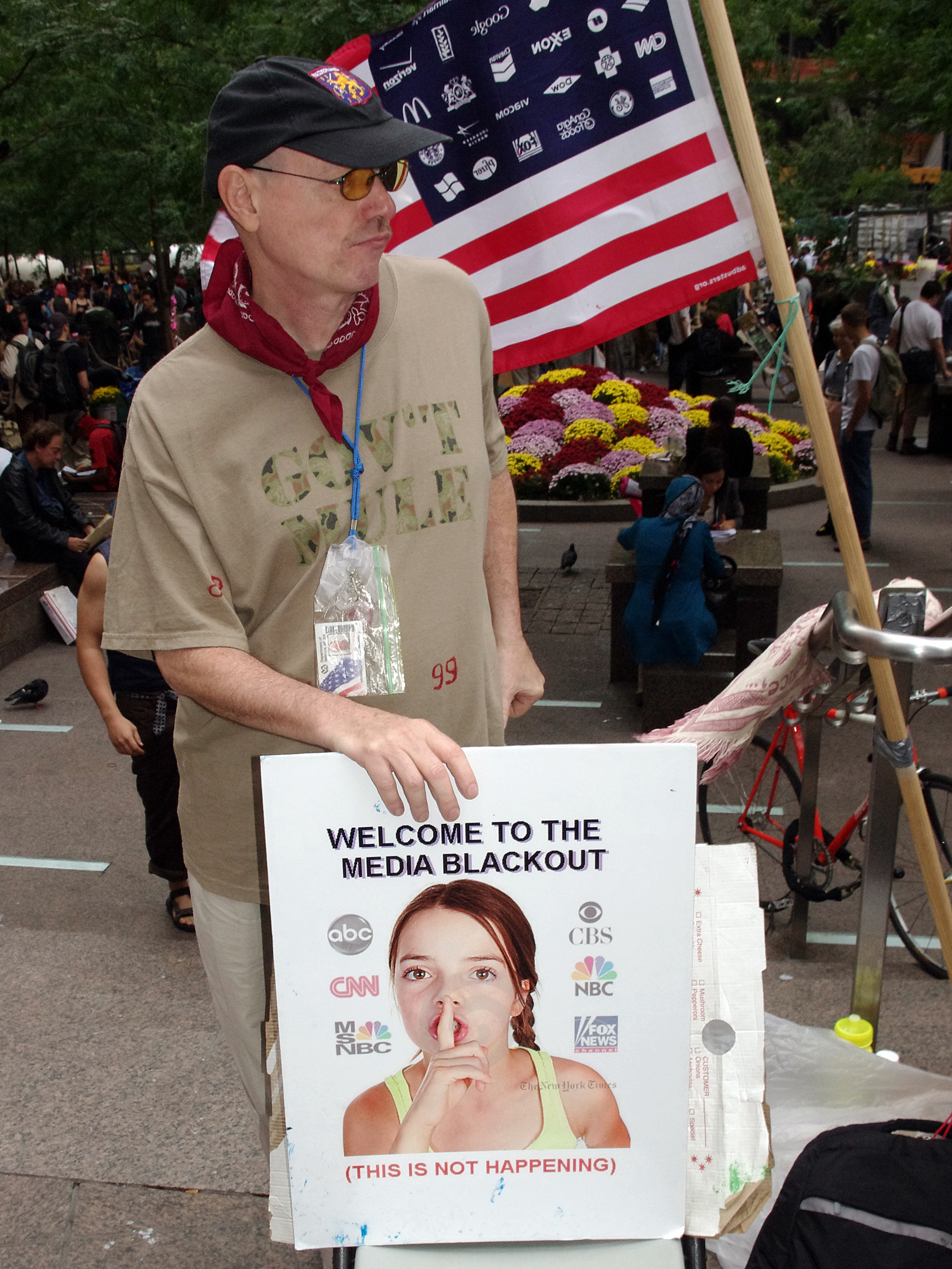
Cet écriteau décoré des logos des principales chaînes de média américains dénonce l'absence de couverture médiatique (Media blackout) de leur part concernant les manifestations séditieuses du mouvement Occupy Wall Street ; photo prise le 28 septembre 2011 au douzième jour de l'occupation du parc Zuccotti ; la meilleure façon de minimiser un fait est de ne pas en parler.

Pour Noam Chomsky et dans le cadre d'une société de l'information structurée et organisée, le traitement de l'information donnée aux citoyens relève donc de ce « modèle de propagande. »
Après avoir fait apparaître les caractéristiques et composantes structurant ce modèle, Noam Chomsky analyse précisément les occurrences dans les grands journaux de presse écrite, par exemple le New York Times ou le Wall Street Journal, en comptabilisant au mot près ou au nombre d'articles près, pour diverses périodes controversées de l'histoire des États-Unis, le traitement de l'information. Les résultats sont donnés sous forme de tableaux statistiques comparatifs.
Cette analyse laisse apparaître l'image donnée au public des évènements de la guerre du Viêt Nam, ainsi qu'un poids considérable pour les dénonciations des exactions commises dans les pays du bloc communiste pendant la guerre froide : les médias participent donc activement à la lutte contre le communisme auprès de leur lectorat. Dans le même temps, les massacres qui touchent les populations civiles d'Amérique centrale et qui sont liés aux « opérations noires » menées par la CIA au Guatemala, Honduras, Nicaragua et Salvador, sont traités par l'ellipse ou des formulations soigneusement choisies, dans des articles très inférieurs en nombre.
La même logique applique le « modèle de propagande » à la guerre du Golfe, à l'invasion du Panama par les forces américaines en 1989 (opération Just Cause déposant le général Noriega), et dans une édition révisée du livre en 2003, à l'invasion de l'Irak dans le cadre de la « guerre contre le terrorisme ».

## Influence de la publicité sur les contenus
Dans la mesure où les grands médias généralistes dépendent de manière majeure des revenus de la publicité pour survivre, le modèle suggère que l'intérêt des publicitaires prévaut sur le récit de l'information. Chomsky et Herman considèrent que, comme toute entreprise, un journal représente un produit pour lequel il est soumis à la concurrence au travers de son audience, prise au sens large : les lecteurs qui l'achètent ; parmi eux la partie de la population qui représente l'élite décisionnaire et éduquée ; mais aussi faisant corps avec cette audience les entreprises qui assurent la promotion de leurs produits dans les colonnes du journal. De sorte qu'un filtre apparaît entre ces colonnes, le média lui-même jouant finalement le rôle de « rabatteur » pour amener les lecteurs au profil choisi au contact des publicités, qui constituent finalement le contenu le plus important pour l'entreprise de presse.
En conséquence, les thèmes abordés dans le reste du contenu, s'ils s'avèrent contraires aux intérêts des commanditaires et divergent par rapport à leur vision du monde, sont à écarter. Selon cette théorie, le renversement est tel que le public achetant le journal s'avère être le produit final que l'entreprise de presse vend, par son tirage et la segmentation de son lectorat, aux entreprises qui achètent des espaces publicitaires : l'information ne joue qu'un rôle superficiel dans cet ensemble.

## Sources
Le troisième des cinq déterminants de Herman et Chomsky concerne les sources des informations livrées par les médias : « Les médias sont entraînés dans une relation de symbiose avec de puissantes sources d'information par les nécessités économiques et leurs intérêts réciproques. » Même les plus grandes sociétés d'information comme la BBC ne peuvent se permettre de placer des journalistes partout. Elles concentrent leurs ressources là où les informations sont susceptibles de naître : à la Maison-Blanche, au Pentagone, au 10 Downing Street et près d'autres sources centrales d'information. Les grandes sociétés industrielles ou commerciales sont également considérées comme des sources fiables d'information digne d'intérêt. Les rédacteurs en chef et les journalistes qui s'en prendraient à ces puissantes sources d'information, par exemple en s'interrogeant sur la véracité ou la nature biaisée du matériel fourni, peuvent être menacés d'interdiction d'accès à ce qui alimente leur média, les nouvelles récentes. Ainsi, les médias répugnent à publier des articles contraires aux intérêts du monde des affaires, qui leur fournit les ressources dont ils dépendent.
Cette relation entraîne également une « division morale du travail » , dans laquelle « les responsables détiennent et fournissent les faits », tandis que « les journalistes se contentent de les obtenir ». Les journalistes sont donc censés adopter une attitude non critique qui fait qu'il leur est possible d'accepter les valeurs du monde des affaires sans souffrir de dissonance cognitive.

## Dénonciation de la«novlangue orwellienne»
Herman et Chomsky dénoncent à plusieurs reprises les dérives sémantiques du gouvernement des États-Unis (et donc, par extension du modèle de propagande de l'immense majorité des médias américains), pour qui le sens des mots varie en fonction de ses intérêts. Les auteurs parlent alors de « doctrine des deux poids, deux mesures ». Deux exemples précis viennent appuyer cette dénonciation :
- Intérêt général / intérêt particulier. Une note dans l'introduction du livre indique que le terme « « intérêts particuliers » est utilisé ici dans son sens le plus commun, non au sens orwellien qui lui fut attribué, au cours de la période Reagan, pour désigner les ouvriers, agriculteurs, femmes, jeunes, Noirs, personnes âgées, infirmes, chômeurs, etc. — bref, la majeure partie de la population. Seule une catégorie se trouvait exclue de cette appellation : les industriels, propriétaires et managers. Eux ne représentent pas des « intérêts particuliers », ils représentent « l'intérêt national ». Une telle acception est significative de la réalité de domination et de l'utilisation politique de la notion d'« intérêt général » par les deux principaux partis politiques ».
- Démocratie : « Comme bien d'autres termes du discours politique, le mot « démocratie » est utilisé au sens orwellien quand il décrit, dans les envolées rhétoriques des journaux d'information, les efforts des États-Unis pour établir « la démocratie ». Il désigne alors un système dans lequel le contrôle des ressources et le recours à la violence permettent à des éléments au service des intérêts américains de rester au pouvoir. De sorte que les États terroristes tels que le Salvador et le Guatemala sont « démocratiques ». Il en va de même du Honduras, sous la férule de l'oligarchie militaire et de la clique de banquiers et autres riches hommes d'affaires mise au pouvoir par les États-Unis. Ainsi l'armée mercenaire pro-somoziste (Somoza) créée par les États-Unis fut-elle qualifiée de « résistance démocratique » ».